# Ischnocnema manezinho
Espèce
Synonymes
- Eleutherodactylus manezinho Garcia, 1996

Statut de conservation UICN

 NT  : Quasi menacé
Ischnocnema manezinho  est une espèce d'amphibiens de la famille des Brachycephalidae.

## Répartition
Cette espèce est endémique de l'État de Santa Catarina au Brésil. Elle se rencontre de 100 à 700 m d'altitude dans les environs de Florianópolis.

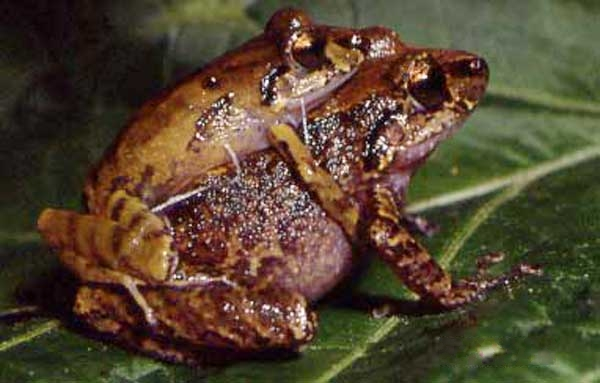
Ischnocnema manezinho

## Publication originale
- Garcia, 1996 : Nova espécie de Eleutherodactylus Duméril and Bibron, 1891 do Estado de Santa Catarina, Brasil (Amphibia; Anura; Leptodactylidae). Biociências, vol. 4, no 2, p. 57-68.